# Halcampa arctica
Halcampa arctica är en havsanemonart som beskrevs av Oscar Henrik Carlgren 1893. Halcampa arctica ingår i släktet Halcampa och familjen Halcampidae. Inga underarter finns listade i Catalogue of Life.